# Steletova nagrada
Steletova nagrada je slovenska nagrada, ki jo od leta 1990 podeljuje Slovensko konservatorsko društvo za življenjske dosežke in za dosežke preteklega leta na področju konservatorstva: ohranjanja nepremične kulturne dediščine. Ime nosi po Francetu Steletu, prvem slovenskem poklicnem konservatorju. 
Podeljuje se (praviloma) ena nagrada za življenjsko delo in do tri priznanja.

### Zgodovina
Ob prvi podelitvi nagrad leta 1990, na 21. februar, Steletov rojstni dan, so ta dan razglasili za dan slovenskih konservatorjev. Leta 2024 nagrad niso podelili zaradi pomanjkanja denarja za izpeljavo dogodka, izostalo podelitev pa so nadoknadili naslednje leto.

## Prejemniki Steletove nagrade
| Leto | Ime                      | Ustanova                                                                    |
| ---- | ------------------------ | --------------------------------------------------------------------------- |
| 1990 | Nace Šumi                | Filozofska fakulteta, Znanstveni inštitut                                   |
| 1991 | Andreja Volavšek         | Zavod za varstvo dediščine, Maribor                                         |
| 1992 | Stanislav Stane Peterlin | svetovalec ministra za kulturo, ZVKDS                                       |
| 1992 | Ivan Stopar              | Zavod za varstvo dediščine, Celje                                           |
| 1993 | Miha Pirnat              | ZVKDS, Restavratorski center                                                |
| 1994 | Iva Mikl Curk            | ZVKDS                                                                       |
| 1995 | Mirko Šoštarič           | Zavod za varstvo dediščine, Maribor                                         |
| 1996 | Marijan Slabe            | ZVKDS                                                                       |
| 1997 | Emilijan Cevc            | ZRC SAZU                                                                    |
| 1998 | Olga Zupan               | ZVKDS OE Kranj                                                              |
| 1999 | Cene Avguštin            | Pokrajinski muzej Kranj                                                     |
| 2000 | Momo Vuković             | Restavratorski center RS                                                    |
| 2001 | Sergej Vrišer            | Pokrajinski muzej Maribor                                                   |
| 2002 | Stojan Ribnikar          | gradbeni inženir, statik                                                    |
| 2003 | Marijan Zadnikar         | ZVKDS                                                                       |
| 2004 | Tone Mikeln              | Medobčinski zavod za varstvo naravne in kulturne dediščine Piran            |
| 2005 | Ivan Bogovčič            | ZVKDS, Restavratorski center                                                |
| 2006 | Anka Aškerc              | ZVKDS OE Celje                                                              |
| 2007 | Viktor Gojkovič          | ZVKDS OE Maribor                                                            |
| 2008 | Peter Fister             | Fakulteta za arhitekturo                                                    |
| 2009 | Sonja Ana Hoyer          | ZVKDS OE Piran                                                              |
| 2010 | Janez Mikuž              | ZVKDS OE Maribor                                                            |
| 2011 | Mira Strmčnik Gulič      | ZVKDS OE Maribor                                                            |
| 2012 | Nataša Štupar Šumi       | ZVKDS                                                                       |
| 2013 | Alenka Železnik          | ZVKDS, OE Ljubljana                                                         |
| 2014 | Stanko Gojkovič          | ZVKDS OE Maribor                                                            |
| 2015 | Jovo Grobovšek           | ZVKDS OE Novo mesto                                                         |
| 2016 | Stane Bernik             | ALUO                                                                        |
| 2017 | Milan Sagadin            | ZVKDS OE Kranj                                                              |
| 2018 | Nika Leben               | ZVKDS OE Kranj                                                              |
| 2019 | Danilo Breščak           | ZVKDS, OE Novo mesto                                                        |
| 2020 | Jelka Pirkovič           | MK, FF                                                                      |
| 2021 | Albin Bine Kovačič       | ZVKDS OE Maribor                                                            |
| 2022 | Mojca Marjana Kovač      | ZVKDS OE Piran                                                              |
| 2023 | Gojko Zupan              | Informacijsko-dokumentacijski center za dediščino na Ministrstvu za kulturo |
| 2024 | ni bila podeljena        | ni bila podeljena                                                           |
| 2025 |                          |                                                                             |

## Prejemniki Steletovega priznanja
| Leto | Ime | Ustanova                                                                                | Delo |
| ---- | --- | --------------------------------------------------------------------------------------- | --- |
| 1990 | Miha Pirnat | Restavratorski center SRS                                                               | reševanje poslikav v Egiptu, oljno slikarstvo |
| 1990 | Jože Požauko |                                                                                         | |
| 1990 | Stojan Ribnikar |                                                                                         | statične analize gradov |
| 1991 | Tone Mikeln (konservator), Boris Podrecca (arhitekt), Alenka Pintar in Gregorij Pintar (zakonca in investitorja)                 | Medobčinski zavod za varstvo naravne in kulturne dediščine Piran                        | za prenovo nekdanje cerkve sv. Donata v Piranu v likovno galerijo |
| 1991 | Boris Križan, Robert Turk | Medobčinski zavod za varstvo naravne in kulturne dediščine Piran                        | za ohranitev in predstavitev naravne dediščine podvodnega sveta slovenskega dela Tržaškega zaliva |
| 1991 | Viktor Gojkovič | Zavod za varstvo naravne in kulturne dediščine Maribor                                  | za restavratorska dela v prezbiteriju minoritskega samostana na Ptuju |
| 1992 | Robert Červ, Mitja Mozetič, Danilo Remec                                                                                         | Zavod za varstvo naravne in kulturne dediščine, Nova Gorica                             | za obnovo gradu Dobrovo v Brdih |
| 1992 | Mira Strmčnik Gulič, Stanko Gojkovič, Ivan Tušek, Marija Lubšina Tušek, Irena Kranjc Horvat, Marlenka Habjanič                   | Zavod za varstvo naravne in kulturne dediščine Maribor                                  | za prezentacijo temeljev Ville rusticae na obrobju Maribora |
| 1992 | Janez Mikuž, Marjan Teržan, Viktor Gojkovič                                                                                      | Zavod za varstvo naravne in kulturne dediščine Maribor                                  | za rekonstrukcijo kužnega znamenja na Glavnem trgu v Mariboru |
| 1993 | Milan Sagadin, France Vardjan, Ivan Bogovčič                                                                                     | Zavod za varstvo naravne in kulturne dediščine Kranj in Restavratorski center Slovenije | za prezentacijo ostalin poznorimske cerkve na Ajdni |
| 1993 | Friderik Kolšek (prelat in celjski opat)                                                                                         | Župnija Celje                                                                           | za posebno skrb obnavljanju cerkvenih stavb v svoji župniji |
| 1993 | Mira Ivanovič | Zavod za varstvo naravne in kulturne dediščine Novo mesto                               | kot nosilka projekta Krajinski park Lahinja |
| 1994 | Bernarda Nada Osmuk | Zavod za varstvo naravne in kulturne dediščine, Nova Gorica                             | za prezentacijo rimske postojanke Castra |
| 1994 | Sonja Ana Hoyer | Medobčinski zavod za varstvo naravne in kulturne dediščine Piran                        | za izjemno uspešno monografsko predstavitev in obnovo Tartinijeve hiše v Piranu |
| 1994 | | Občina Ptuj                                                                             | za posebno skrb pri varovanju, obnavljanju in oživljanju zgodovinskega mestnega jedra Ptuja |
| 1995 | Mitja Ferenc | Uprava RS za kulturno dediščino                                                         | za topografijo in razstavo Izgubljena kulturna dediščina kočevskih Nemcev |
| 1995 | Vito Hazler | Zavod za varstvo naravne in kulturne dediščine Celje                                    | za dosežke na področju teorije varstva, predstavitve in popularizacije ljudskega stavbarstva |
| 1995 | Špela Valentinčič Jurkovič, Juša Vavken, Darja Pergovnik, Mojca Torkar, Mojca Gabrič z zunanjimi sodelavci                       | Ljubljanski regionalni zavod za varstvo naravne in kulturne dediščine (LRZVNKD)         | za obnovo polhograjskega gradu |
| 1996 | Ivan Bogovčič | RC Slovenija                                                                            | za razstavo Nastanek, ogroženost in reševanje likovne dediščine v Sloveniji |
| 1996 | Staša Blažič Gjura, Vlasto Kopač, Barbara Rot s sodelavci, konservatorji zavoda in z zunanjimi strkovnjaki                       | Ljubljanski regionalni zavod za varstvo naravne in kulturne dediščine (LRZVNKD)         | za prenovo tržnice arhitekta Jožeta Plečnika |
| 1996 | Marinka Dražumerič | Regionalni zavod v Novem mestu                                                          | za strokovno opravljena dela |
| 1997 | Andrej Hudoklin |                                                                                         | za aktivno vlogo pri ohranitvi močvirnega sveta Jovsov ob reki Sotli ter ureditve izvirnega območja ponikalnice Temenice |
| 1997 | Aleš Arih |                                                                                         | za izjemen dosežek fizične in vsebinske obnove mlina v Savcih pri Ormožu |
| 1997 | Mira Ličen Krmpotić |                                                                                         | za večletno izjemno uspešno delo pri interdisciplinarnih pripravah konservatorskih programov za prenovo arhitekturnih spomenikov na območju slovenske obale                                                                   |
| 1998 | Jerneja Batič | Uprava RS za kulturno dediščino                                                         | za odmevno delo na področju popularizacije kulturne dediščine |
| 1998 | Nika Leben | ZVKDS OE Kranj                                                                          | za uspešno obnovo kapele sv. Petra v Stražišču v Kranju |
| 1998 | Branka Primc | ZVKDS OE Celje                                                                          | za obnovo Pelikanovega fotografskega ateljeja v Celju |
| 1999 | gradbeni odbor, restavratorka Irena Čuk                                                                                          |                                                                                         | za obnovo podružnične cerkve sv. Duha pod Ojstrico |
| 1999 | Renata Pamić | ZVKDS OE Kranj                                                                          | za obnovo Ruske kapelice na Vršiču |
| 1999 | Janez Šamperl (pater) |                                                                                         | za prenovo kompleksa Minorotskega samostana v Piranu |
| 2000 | Alenka Železnik | ZVKDS OE Ljubljana                                                                      | za prenovo protiturškega tabora Cerovo |
| 2000 | Jelka Skalicky | ZVKDS OE Maribor                                                                        | za obnovo Dominkove domačije v Gorišnici |
| 2000 | Vladimir Knific | ZVKDS OE Kranj                                                                          | za obnovo Pocarjeve domačije v Zgornji Radovni |
| 2001 | Alenka Kolšek | ZVKDS OE Celje                                                                          | za ponovno oživitev in ureditev parka ob dvorcu Šenek |
| 2001 | Svjetlana Kurelac | ZVKDS OE Maribor                                                                        | za obnovo cerkve Marije Device na Kamnu |
| 2001 | odbor za prenovo (44 kmetov in zasebnikov, vključno z župnikom, vodja Nataša Podkrižnik z ZVKDS OE Celje)                        |                                                                                         | za prenovo cerkve Sv. Protazija in Gervazija v Rovtu pod Menino |
| 2002 | Tone Marolt | ZVKDS OE Kranj                                                                          | za tridesetletno restavratorsko delo pri obnovi kulturnih spomenikov |
| 2002 | | Kartuzija Pleterje                                                                      | za sodelovanje pri ohranjanju in vzdrževanju samostana |
| 2003 | Aleš Sotler | vodja oddelka za slikarstvo v Restavratorskem centru ZVKDS                              | za restavratorske posege na stenskih poslikavah v župnijski cerkvi sv. Jerneja v Rogatcu in v župnijski cerkvi sv. Martina v Laškem                                                                                           |
| 2003 | Anton Polenec |                                                                                         | za prizadevanja pri vzdrževanju, obnovi in revitalizaciji Nacetove domačije v Puštalu pri Škofji Loki |
| 2003 | Damjana Pečnik | ZVKDS OE Kranj                                                                          | za vodenje prenove gradu Jablje |
| 2004 | Ivo Gričar | ZVKDS OE Celje                                                                          | za izjemne dosežke pri raziskovanju in dokumentiranju kulturnih spomenikov, posebej Komende pri Polzeli in gradu Strmol |
| 2004 | Stanislav Gradišnik |                                                                                         | za izjemna prizadevanja za prenovo in oživitev gradu Slovenska Bistrica |
| 2004 | Rado Zoubek | Restavratorski center, ZVKDS                                                            | za restavratorski poseg v fresko sv. Krištofa na prezbiteriju cerkve sv. Kancijana v Vrzdencu |
| 2005 | Aleš Hafner |                                                                                         | za izjemen projektantski pristop pri obnovi kulturnih spomenikov |
| 2005 | Mateja Kavčič | Restavratorski center, ZVKDS                                                            | za vrhunsko vodenje in koordiniranje konservatorsko - restavratorskih posegov v križnem hodniku cistercijanske opatije Stična                                                                                                 |
| 2005 | Martin Panič (župnik in častni kanonik)                                                                                          |                                                                                         | za izjemna prizadevanja za izvedbo obnovitvenih posegov na cerkvenih objektih v župniji sv. Peter pod Svetimi Gorami |
| 2006 | Bogdan Badovinac |                                                                                         | za vodenje obnovitvenih posegov na samostanskem kompleksu Olimje |
| 2006 | Bernarda Jesenko Filipič |                                                                                         | za izdelavo kakovostne dokumentacije ob posegih na kulturnih spomenikih na Gorenjskem. |
| 2006 | Natalija Planinc |                                                                                         | za vodenje piranskega društva ljubiteljev kulturne in naravne dediščine Anbot, ki je lani ob ZVKDS in občini Piran pripravilo 60 prireditev ob odprtju Dnevov evropske kulturne dediščine na temo Nesnovna kulturna dediščina |
| 2007 | Albin Bine Kovačič |                                                                                         | za vodenje restavratorskih posegov v prezbiteriju cerkve sv. Martina v Šmartnem na Pohorju |
| 2007 | Dunja Gorišek | ZVKDS OE Celje                                                                          | za vodenje celovite prenove Kulturnega doma v Velenju |
| 2007 | Jože Andrej Mihelič (profesor športne vzgoje)                                                                                    |                                                                                         | za popularizacijo naravne in kulturne dediščine Triglavskega narodnega parka |
| 2008 | Neva Sulič Urek |                                                                                         | za izjemna prizadevanja pri vodenju celovite prenove Špitala v Gornji Radgoni |
| 2008 | Barbka Gosar Hirci |                                                                                         | za izjemna prizadevanja pri projektu obnove oltarne slike sv. Miklavža med sv. Mohorjem in Fortunatom |
| 2008 | Matjaž Brojan |                                                                                         | za dolgoletna prizadevanja na področju promocije kulturne dediščine na Radiu Slovenija |
| 2009 | Nika Leben |                                                                                         | za odkritje in prenovo baročne dvorane v radovljiški graščini |
| 2009 | Marija Radmilovič |                                                                                         | za ureditev viničarije Kebl v Slatini v Slovenskih goricah |
| 2009 | Andrej Grobelnik |                                                                                         | za prizadevanja pri prenovi sakralne dediščine |
| 2010 | Maja Avguštin | ZVKDS OE Kranj                                                                          | za pomemben prispevek v pet let trajajočem projektu prenove Prašnikarjevega dvorca - depandanse v Mekinjah |
| 2010 | Iztok Premrov |                                                                                         | za oddajo Podoba podobe na TV SLO |
| 2010 | Ksenija Kovačec Naglič |                                                                                         | za register nepremične kulturne dediščine |
| 2011 | Eva Pezdiček Sapač |                                                                                         | za celovito izpeljano prenovo gradu Hompoš na Pivoli pri Mariboru |
| 2011 | Tanja Hohnec |                                                                                         | za projekt celovite obnove občinske kolonije v Trbovljah |
| 2011 | Sarah Hogg, Keith Hogg (zakonca)                                                                                                 |                                                                                         | za obnovo in revitalizacijo kulturnega spomenika, hiše "Pri Lenart" v Podvrhu pod Starim vrhom v Poljanski dolini |
| 2012 | Alenka Horvat |                                                                                         | za vodenje celovite prenove graščine v Oplotnici |
| 2012 | Maruša Zorec |                                                                                         | za uspešno reševanje občutljivega arhitekturnega ravnovesja med historično vrednostjo objektov in novimi prostorskimi ter oblikovnimi posegi                                                                                  |
| 2012 | Smiljan Simerl |                                                                                         | za posebne zasluge na področju poenotenja meril in standardov ter vzorčnega dokumentiranja kulturnih spomenikov |
| 2013 | Marinka Dražumerič |                                                                                         | za uspešno vodenje celovite obnove Mordaxove kapele v Novem mestu |
| 2013 | Miran Ježovnik |                                                                                         | za izdelavo izjemnih statičnih projektov nepremičnih spomenikov in registrirane dediščine s področja celotne Slovenije |
| 2013 | Mirko Lavbič |                                                                                         | za izjemen pristop k prenovi Svetelškove domačije v svoji lasti |
| 2014 | | ZVKDS                                                                                   | za do podelitve največjo izvedbo obnovitvenih posegov v objekte kulturne dediščine v Programu razvoja podeželja v obdobju 2007-2013                                                                                           |
| 2014 | Andreja Mihelčič Koželj |                                                                                         | za vodenje celostne prenove parka gradu Sevnica |
| 2014 | Janez Ferkolj (župnik) |                                                                                         | za prispevek pri ohranjanju kulturne dediščine blejskega otoka |
| 2015 | Milena Antonić |                                                                                         | za vzpostavitev in uveljavitev avtorskega projekta Spoznaj, varuj, ohrani |
| 2015 | Dušan Štepec |                                                                                         | za strokovno sodelovanje pri projektu Dežela kozolcev v Šentrupertu |
| 2015 | | Občina Kidričevo                                                                        | za obnovo dvorca Sternthal |
| 2016 | Andrejka Ščukovt |                                                                                         | za vodenje posegov na Nježni hiši na Jevščku na Kobariškem |
| 2016 | Irena Vesel |                                                                                         | za koordinacijo konservatorskih posegov, prenovo in predstavitev Plečnikove hiše v Trnovem |
| 2016 | Alenka Zupan, Vlasta Čobal Sedmak, Andrej Magdič, Gorazd Gerlič                                                                  |                                                                                         | za vodenje celovite prenove nekdanje minoritske cerkve Marijinega vnebovzetja v Mariboru |
| 2017 | Danijela Brišnik, Marjana Krumpestar                                                                                             |                                                                                         | za uspešno postavitev prezentacijskega paviljona na Glavnem trgu v Celju |
| 2017 | Marija Režek Kambič |                                                                                         | za vodenje obnove Narodne galerije v Ljubljani |
| 2017 | predsednik Miran Krivec ter članice Andreja Mihelčič Koželj, Milana Klemen, Nataša Koruza, Petra Jernejec Babič, Darja Pergovnik | ZVKDS                                                                                   | za sanacijo posledic žleda na vrtnoarhitekturni dediščini |
| 2017 | Saša Arsenovič (podjetnik) |                                                                                         | za obnovo kulturnih spomenikov in velik prispevek k revitalizaciji starega mestnega jedra Maribora |
| 2018 | Marvy Lah | ZVKDS OE Nova Gorica                                                                    | za celovito prenovo spomenika Lipica – Kobilarna Lipica |
| 2018 | Tatjana Adamič | ZVKDS OE Ljubljana                                                                      | za celovito prenovo spomenika Ljubljana – Hotel Tivoli |
| 2018 | Slavko Šorli |                                                                                         | za izjemno prizadevanje pri vzdrževanju in obnovi gospodarskih objektov na domačiji Kneške Ravne 9 ter za ohranjanje in širjenje starih obrtnih znanj (kritine na objektih kulturne dediščine)                                |
| 2019 | Dean Damjanović | ZVKDS OE Maribor                                                                        | za uspešno celovito prenovo starega pokopališča na Ptuju |
| 2019 | Eda Belingar | ZVKDS OE Nova Gorica                                                                    | za uspešno mednarodno promocijo in ohranjanje suhozidne gradnje v Sloveniji |
| 2019 | | Hotel Memento Piran                                                                     | za uspešno prenovo stavb v Piranu v družinski hotel |
| 2020 | Minka Osojnik | ZVKDS OE Nova Gorica                                                                    | za uspešno vodenje in usmerjanje konservatorskih posegov prenove kamnitih strešin dveh cerkva v Podnanosu in Dolenji vasi |
| 2020 | Nataša Kiš, Vlasta Čobal Sedmak, Robert Peskar, Jožef Drešar                                                                     |                                                                                         | za prenovo pročelij cerkve Marijinega rojstva v Tišini |
| 2020 | Aleš Musar (investitor) ter konservatorka Damjana Pediček Terseglav in restavrator Jožef Drešar z ekipo                          |                                                                                         | za celovito prenovo Ruske dače v Zgornjih Gameljnah |
| 2021 | Katharina Zanier |                                                                                         | za kvalitetno izveden mednarodni interdisciplinarni projekt obnove in revitalizacije kulturne dediščine Claustra+ |
| 2021 | Zorko Bajc |                                                                                         | za zgledno in kontinuirano obnovo sakralnih kulturnih spomenikov v Piranu |
| 2021 | družina Virnik Karničar in arhitekt Marko Šenk                                                                                   |                                                                                         | za celostno obnovo, nadgradnjo in revitalizacijo kulturnega spomenika Šenkova domačija |
| 2022 | Simona Menoni Muršič |                                                                                         | za konservatorski prispevek pri celoviti prenovi tržnice na Ptuju |
| 2022 | | Občina Trnovska vas                                                                     | za celovito obnovo Simoničeve domačije v Trnovski vasi |
| 2023 | Matija Črešnar |                                                                                         | za konservatorski prispevek pri ohranitvi in prepoznavnosti štajerske železnodobne arheološke krajine |
| 2023 | Jerneja Batič | Oddelek za kulturo Mestne občine Ljubljana                                              | za posebne zasluge pri ohranjanju kulturne dediščine v Ljubljani |
| 2023 | | ZVKDS OE Maribor                                                                        | za monografijo Dediči prostora, varuhi pomnikov |
| 2023 | | Občina Brežice                                                                          | za revitalizacijo in popularizacijo kulturnega spomenika Brežice - Vodovodni stolp (EŠD 7131) |
| 2024 | Matevž Remškar |                                                                                         | za kompleksno konservatorsko obravnavo oltarja Cerkve sv. Jurija v Šenčurju |
| 2024 | Urška Todosovska Šmajdek | ZVKDS OE Celje                                                                          | za celovito prenovo Pelikanove hiše v Celju |
| 2024 | Irena Cigula, Mirko Cigula (zakonca)                                                                                             | oskrbnika dvorca Dornava                                                                | za posebne zasluge pri ohranjanju kulturne dediščine na območju Slovenije |